# Liuva II.
Liuva II. (583?–603) byl v letech 601 až 603 vizigótským králem v Hispánii, Septimánii a Galicii. Po smrti svého otce krále Rekkareda I. v roce 601 ve věku 17 roků převzal vládu ve vizigótské říši. Byl nemanželským synem, jeho matkou byla prostá žena.
Král Rekkared I. v roce 587 přijal katolickou víru a mnoho dalších Vizigótů ho následovalo, tím ve vizigótském království začala převládat katolická víra nad ariánskou. Mnoho vlivných lidí se s touto skutečností nesmířilo a tak po nástupu mladého krále Liuvy II. se snažili tuto situaci zvrátit. Na jaře 602 se gótský šlechtic Witterich spiknul s biskupem Sunnou z Méridy. V době kdy jim bylo svěřeno velení armády k odražení Byzantinců, využili svých pozic v čele vojsk k tomu, aby získali vlivné lidi na svou stranu. Když nadešel čas k vyhnání Byzantinců, tak Witterich místo toho s vojsky na jaře roku 603 zaútočil na královský palác v Toledu, kde byl král Liuva zajat a uvržen do toledské kobky, kde mu byla utnutá pravá ruka, (podle vizigótské tradice, mohl vládnout jen tělesně zdravý král) Po té Witterich nechal Liuvu odsoudit a někdy mezi 12. červnem a 7. srpnem roku 603 popravit. Smrtí krále Liuvy byla ukončena vláda dynastie, kterou založil král Leovigild.
Do čela vizigótského království se nechal dosadit Witterich.

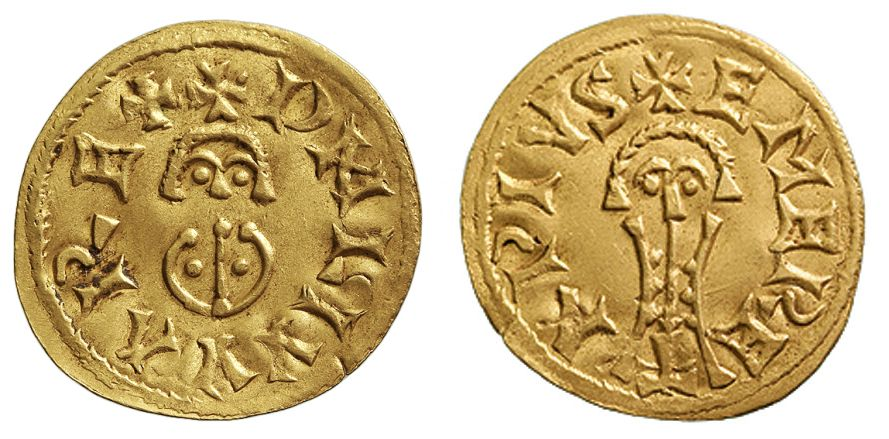
Tremissis z Mérida ražený za krále Liuvy II.